# Vahagn Chatjaturjan
Vahagn Garniki Chatjaturjan (armeniska: Վահագն Գառնիկի Խաչատուրյան), född 22 april 1959 i Sisian, Armeniska SSR, är en armenisk politiker och Armeniens president sedan 13 mars 2022.